# Crateromorpha pachyactina
Crateromorpha pachyactina är en svampdjursart som beskrevs av Isao Ijima 1898. Crateromorpha pachyactina ingår i släktet Crateromorpha och familjen Rossellidae. Inga underarter finns listade i Catalogue of Life.